# Lilla Luleälven
Lilla Luleälven est une rivière s'écoulant dans le comté de Norrbotten, au nord de la Suède. 

## Géographie
La longueur maximale du fleuve est de 238 km, mesurée entre le ruisseau Tarrajåkkå dans les montagnes de Sarek et la confluence de la rivière avec la Stora Luleälven à Vuollerim. La rivière est fortement utilisée pour la production d'hydroélectricité.